# Matthias Zschokke

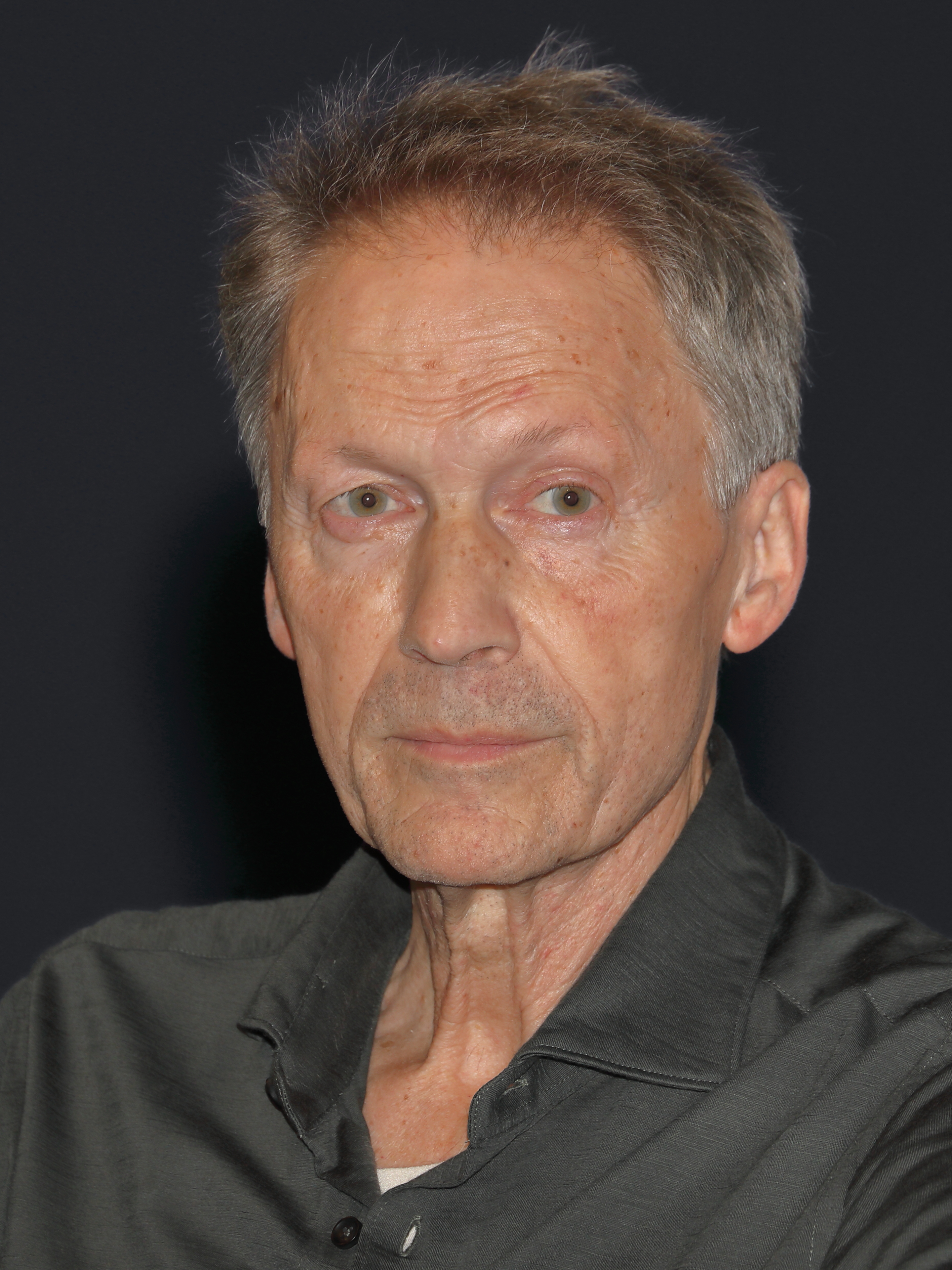
Matthias Zschokke (2023)

Matthias Zschokke (* 29. Oktober 1954 in Bern) ist ein Schweizer Schriftsteller und Filmemacher.

## Leben
Matthias Zschokke ist ein Urururenkel des aus Magdeburg stammenden Schriftstellers Heinrich Zschokke. Nach dem Besuch der Schauspielschule in Zürich war er bei Peter Zadek am Schauspielhaus Bochum engagiert. Seit 1980 lebt Zschokke als Schriftsteller und Filmemacher in Berlin, das in seinen Werken auch wiederholt Thema oder als Hintergrund präsent ist. In den vergangenen 25 Jahren hat Zschokke vierzehn Prosabände, acht Theaterstücke und drei Filme vorgelegt.
Der Literatur-Brockhaus charakterisierte 1995 Zschokkes Schaffen so: «Auf witzig-ironische Weise stellt Zschokke die Gesellschaft in Frage, wobei er sämtliche Normen und formale Grenzen traditioneller Erzählliteratur überschreitet.» Signifikant für Zschokkes gesamtes künstlerisches Werk ist «Verweigerung als Stil» (Heinz F. Schafroth). Zschokke konterkariert  traditionelle Kunstmuster und Kunsterwartungen: «…ein durchtriebener Kannitverstan» (Der Spiegel).

## Auszeichnungen
- 1981: Robert-Walser-Preis der Stadt Biel und des Kantons Bern, für Max
- 1983: Stipendium des Deutschen Literaturfonds
- 1986: Preis der deutschen Filmkritik, für den besten Spielfilm (Edvige Scimitt)
- 1989: Wahl der Zeitschrift Theater heute zum besten Nachwuchstheaterautor
- 1989: Berner Filmpreis für den Film Der wilde Mann
- 1991: Förderpreis des Hans-Erich-Nossack-Preises
- 1992: Gerhart-Hauptmann-Preis, für Die Alphabeten
- 1994: Welti-Preis, für Der reiche Freund
- 1995: Stücke-Förderpreis des Goethe-Instituts, für Die Alphabeten
- 1996: Aargauer Literaturpreis
- 2000: Literaturpreis der Stadt Bern
- 2002: Preis der deutschsprachigen Literaturkommission Bern
- 2002: Einzelwerkpreis der Schweizerischen Schillerstiftung, für Ein neuer Nachbar
- 2006: Solothurner Literaturpreis
- 2006 Einzelwerkpreis der Schweizerischen Schillerstiftung, für Maurice mit Huhn
- 2006 Literaturpreis des Kantons Bern
- 2009: Prix Femina Étranger (Paris), für Maurice à la poule (dt. Maurice mit Huhn)
- 2012: Schweizer Literaturpreis, für Der Mann mit den zwei Augen
- 2014: Grosser Literaturpreis von Stadt und Kanton Bern
- 2017: Literaturpreis des Kantons Bern für den Roman Die Wolken waren gross und weiss und zogen da oben hin
- 2023: Nomination für den Schweizer Buchpreis mit Der graue Peter

## Werke

### Prosa
- Max. Roman. List, München 1982.
- Prinz Hans. Roman. List, München 1984.
- ErSieEs. Roman. List, München 1986.
- Piraten. Roman.  Luchterhand, Frankfurt am Main 1991.
- Der dicke Dichter. Roman. Bruckner & Thünker, Basel/Köln 1995.
- Das lose Glück. Roman. Ammann, Zürich 1999.
- Ein neuer Nachbar. Erzählungen. Ammann, Zürich 2002, ISBN 3-250-60036-9.
- Maurice mit Huhn. Roman. Ammann, Zürich 2006, ISBN 3-250-60090-3.
  - als Taschenbuch: Fischer, Frankfurt am Main 2008, ISBN 3-596-17689-1.
- Auf Reisen. Erzählung. Ammann, Zürich 2008, ISBN 3-250-60127-6.
- Lieber Niels. Wallstein, Göttingen 2011, ISBN 978-3-8353-0909-8.
- Der Mann mit den zwei Augen. Wallstein, Göttingen 2012, ISBN 978-3-8353-1111-4.
- Die strengen Frauen von Rosa Salva. Wallstein, Göttingen 2014, ISBN 978-3-8353-1511-2.
- Die Wolken waren groß und weiß und zogen da oben hin. Wallstein, Göttingen 2016, ISBN 978-3-8353-1875-5.
- Ein Sommer mit Proust. Wallstein, Göttingen 2017, ISBN 978-3-8353-3131-0.
- Der graue Peter. Rotpunktverlag, Zürich 2023, ISBN 978-3-85869-977-0.

### Theaterstücke
- Elefanten können nicht in die Luft springen, weil sie zu dick sind – oder wollen sie nicht. Kiepenheuer, Berlin 1983  (UA Berlin 1986)
- Brut. Kiepenheuer, Berlin 1986  (UA Bonn 1988)
- Die Alphabeten. Kiepenheuer, Berlin 1990 (UA Bern 1994)
- Der reiche Freund. Kiepenheuer, Berlin 1994 (UA Hannover 1995)
- Die Exzentrischen. Kiepenheuer, Berlin 1997 (unaufgeführt)
- Die Einladung. Kiepenheuer, Berlin 2000 (UA Genf 2006)
- Die singende Kommissarin. Kiepenheuer, Berlin 2001 (UA Berlin 2002)
- Raghadan. Kiepenheuer, Berlin 2005 (unaufgeführt)

### Filme
- Edvige Scimitt, 1985.
- Der Wilde Mann, 1988.
- Erhöhte Waldbrandgefahr, 1996.

### Hörspiele
- 1989: Brut – Regie: Jörg Jannings (Hörspiel – RIAS Berlin)